# Agulla Inferior de Lézat
L'Agulla Inferior de Lézat és un cim de 3.023 m d'altitud, amb una prominència de 10 m, que es troba al SE del Pic Lézat, al massís de Perdiguero, al departament de l'Alta Garona (França).